# Amt Tengen
Das Amt Tengen war in napoleonischer Zeit eine Verwaltungseinheit im Großherzogtum Baden mit Sitz in Tengen. Es bestand von 1807 bis 1811.

## Geschichte

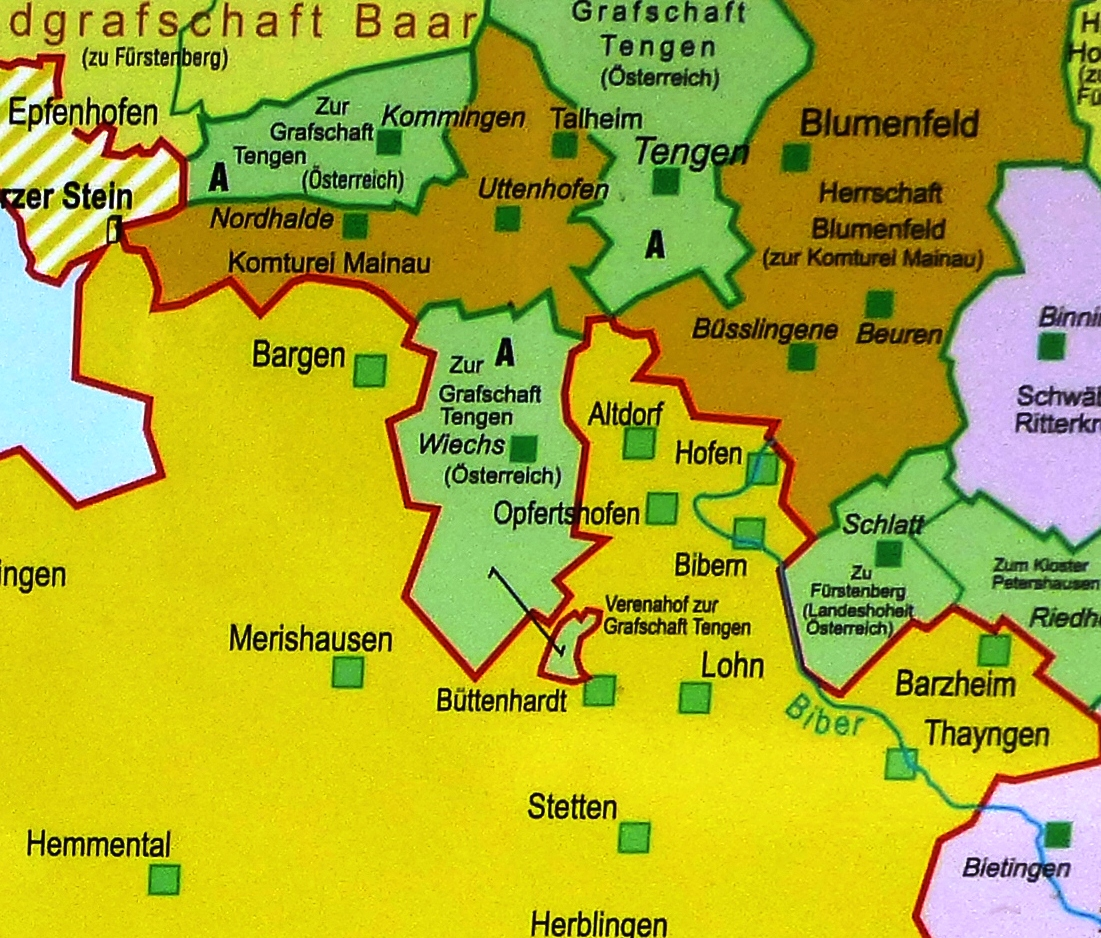
Karte mit den vier Teilen des Amtes Tengen (blassgrün)

Im Jahre 1275 war die im Süden des heutigen Bundeslandes Baden-Württemberg, angrenzend an den Schweizer Kanton Schaffhausen gelegene Grafschaft Tengen in einen hinteren und einen vorderen Teil aufgespalten worden, die nachfolgend zu unterschiedlichen Herrschaftsbereichen zählten. Der vordere, der sich aus drei größeren Gebieten und einer kleinen Exklave zusammensetzte, kam über Österreich als Gefürstete Grafschaft Tengen an die Adelsfamilie Auersperg. Mit der Rheinbundakte von 1806 wurde sie mediatisiert, das Territorium der badischen Landeshoheit unterstellt. Dessen Regierung errichtete daher im Sommer 1807 das standesherrschaftliche Amt Tengen, das sich aus den Ortschaften Stadt und Dorf Tengen, Kommingen und Kirchstetten (heute Wiechs am Randen) zusammensetzte. Im Rahmen der Verwaltungsstruktur des Landes wurde es der Provinz des Oberrheins, auch Badische Landgrafschaft genannt, zugeordnet. Im Dezember 1807 wurde es dem landesherrschaftlichen Obervogteiamt Blumenfeld, in dem der 1275 abgespaltene Teil aufgegangen war, unterstellt.
In Umsetzung des Novemberedikts von 1809 wurde diese Konstellation Anfang 1810 aufgehoben, das Amt unterstand nun zunächst dem neu errichteten Donaukreis, Ende 1810 wurde es zum Seekreis umgegliedert.
Nachdem das Haus Auersperg die ihm zustehenden Rechte im Sommer 1811 an Baden verkauft hatte, wurde das Amt Tengen aufgelöst und dem Amt Blumenfeld eingegliedert. Der von Auersperg, unter dem Titel eines Hofrats, mit der Leitung des Amtes beauftragte Martin Mors wurde zum Bezirksamt Pfullendorf versetzt.

## Weitere Entwicklung
Das Amt Blumenfeld entwickelte sich später zum Bezirksamt Blumenfeld. Es wurde 1857 aufgelöst, seine Gemeinden dem Bezirksamt Engen zugeteilt. Diese wurde 1936 aufgeteilt: Tengen und Umgebung kamen zum Bezirksamt Konstanz, aus dem 1939 der Landkreis Konstanz hervorging. In diesem Jahr wurde Kommingen an den Landkreis Donaueschingen abgetreten und ging bei dessen Auflösung Anfang 1973 zum Schwarzwald-Baar-Kreis. Die Exklave mit dem Verenahof wurde 1967 im Rahmen eines Gebietsaustausches an die Schweiz abgetreten.